# Противоположно събитие
В теорията на вероятностите, противоположното събитие, още допълнение (на английски: complementary event), на събитие А е събитието „не-А“, за чийто математически запис има следните разновидности: A′, Ac, {\displaystyle \neg }A или A. За събитията „А“ и „не-А“ се казва, че те са взаимно изключващи се и изчерпателни. Когато налице са едно събитие и неговото отрицание, тогава казваме, че имаме опит на Бернули, който е случаен опит с точно два възможни изхода – „успех“ и „провал“, и при който вероятността за „успех“ е винаги еднаква, когато се провежда опитът.
Например, при хвърлянето на монета, ако се направи уговорката, че не допускаме вариант, при който монетата застава „на калъч“, тогава приемаме, че възможните изходи са „лице“ и „герб“. Тъй като тези две събития са взаимно изключващи се (няма как едновременно да имаме „лице“ и „герб“) и изчерпателни (няма друго събитие, кооето да не е представено имежду възможните изброени „лице“ и „герб“), то те са едно на друго допълнения, което ще рече, че логически „герб“ е равно на „не-лице“, а „лице“ е равно на „не-герб“.
За вероятностите на две такива събития е в сила връзката:
{\displaystyle P({\overline {A}})=1-P(A).}